# Gesetz über internationale Patentübereinkommen
Das Gesetz über internationale Patentübereinkommen vom 21. Juni 1976 (BGBl. II S. 649) enthält in seinem Artikel I die Zustimmung zu drei wichtigen internationalen Übereinkommen auf dem Gebiet des Patentrechts, nämlich dem Straßburger Patentübereinkommen, dem Patentzusammenarbeitsvertrag (PCT) und dem Übereinkommen über die Erteilung europäischer Patente (EPÜ). Artikel II des Gesetzes enthält die sich aus der Ratifizierung des EPÜ ergebenden notwendigen innerstaatlichen Regelungen, insbesondere die Regelung eines Entschädigungsanspruchs aus europäischen Patentanmeldungen (§ 1), Bestimmungen zum Übersetzungserfordernis der Patentansprüche europäischer Patentanmeldungen  (§ 2), Bestimmungen über die Einreichung europäischer Patentanmeldungen beim Deutschen Patent- und Markenamt (zwingend, wenn die Anmeldung ein Staatsgeheimnis enthalten kann, § 4), die Regelung des Abtretungs- und Übertragungsanspruchs gegen den nichtberechtigten Patentanmelder (§ 5), die Nichtigerklärung des europäischen Patents (§ 6), ergänzende Schutzzertifikate zu europäischen Patenten (§ 6a), die Jahresgebühren (§ 7), ein Doppelschutzverbot im Verhältnis zu deutschen Patenten (§ 8), die Umwandlung der europäischen Patentanmeldung in eine deutsche (§ 9), diverse Zuständigkeitsregelungen (§§ 10 bis 13) und schließlich eine Strafbestimmung für die unzulässige Direktanmeldung beim EPA (falls die Anmeldung ein Staatsgeheimnis enthält, § 14). Artikel III enthält die Folgeregelungen, die sich aus der Ratifizierung des PCT ergeben haben (Vorschriften über das Deutsche Patent- und Markenamt als Anmeldeamt (§ 1), geheimhaltungsbedürftige internationale Anmeldungen (§ 2), die internationale Recherchenbehörde (§ 3), das Deutsche Patent- und Markenamt als Bestimmungsamt (§ 4) und als ausgewähltes Amt (für die internationale vorläufige Prüfung, § 6), die Weiterbehandlung als nationale Anmeldung (§ 5), den internationalen Recherchenbericht (§ 7) und die Veröffentlichung der internationalen Anmeldung (§ 8). In Artikel IV wurde das nationale deutsche Patentrecht weitgehend (aber nicht vollständig) an das EPÜ angepasst, Artikel V enthält weitere Änderungen des deutschen Patentgesetzes, die nicht im unmittelbaren Zusammenhang mit der Europäisierung des deutschen Patentrechts stehen. Die folgenden Artikel VI, VII, und VIII enthalten Änderungen des Ausstellungsrechts sowie des Anwaltsrechts, während Art. IX Änderungen des Gebührenrechts betrifft.  Art. X betrifft die Bekanntmachungen von Änderungen von PCT und EPÜ, während Art. XI heute im Wesentlichen nicht mehr relevante Übergangsregelungen trifft.
Das IntPatÜbkG ist seither zwölfmal geändert worden, zuletzt durch das Gesetz zur Novellierung patentrechtlicher Vorschriften und anderer Gesetze des gewerblichen Rechtsschutzes vom 19. Oktober 2013 (BGBl. I S. 3830) und die 10. Zuständigkeitsanpassungsverordnung vom 31. August 2015 (BGBl. I S. 1474).
Eine weitere Änderung durch das Gesetz zur Anpassung patentrechtlicher Vorschriften auf Grund der europäischen Patentreform (Bundestagsdrucksache 18/8827), mit der unter anderem in Artikel II die neuen Paragraphen 15 bis 20 eingestellt werden sollen, befindet sich im parlamentarischen Verfahren. Das Übersetzungserfordernis für europäische Patentschriften (Art. II § 3 - alt -) ist 2008 in Umsetzung des Londoner Übereinkommens über die Anwendung von Art. 65 EPÜ (BGBl. 2003 II S. 1667) entfallen.
In Österreich erfüllt das Patentverträge-Einführungsgesetz (BGBl. Nr. 52/1979) eine ähnliche Funktion wie das deutsche Gesetz über internationale Patentübereinkommen.